# Мутница (Кировская область)
 Мутница  — остановочная платформа в Кирово-Чепецком районе Кировской области в составе Фатеевского сельского поселения.

## География
Расположена на расстоянии примерно 6 км на юг-юго-запад по прямой от районного центра города Кирово-Чепецк у железнодорожной линии Киров-Пермь.

## История
Известна с 1939 года как разъезд, в 1950 (разъезд №2 Мутница) хозяйств 6 и жителей 27, в 1989 9 жителей, с 1998 остановочная платформа.

## Население
Постоянное население составляло 5 человек (русские 100%) в 2002 году, 3 в 2010.